# 同工同酬
同工同酬是指用人單位對於技術和勞動熟練程度相同的勞動者在從事同種工作時，不分性別、年齡、民族、區域等差別，只要提供相同的勞動量，就獲得相同的勞動報酬。

### 同工同酬體現兩個價值取向
1. 確保貫徹按勞務分配這個大原則，即付出了同等的勞動應得到同等的勞動報酬。
2. 防止工資分配中的歧視行為，即要求在同一單位，對同樣勞動崗位、在同樣勞動條件下，不同性別、不同身份、不同戶籍或不同用工形式的勞動者之間，只要提供的勞動數量和勞動質量相同，就應給予同等的勞動報酬。

## 同工同酬的條件
1. 勞動者的工作崗位，工作內容相同。
2. 在相同的工作崗位上付出了與別人同樣的勞動工作量。
3. 同樣的工作量取得了相同的工作業績。

## 同工同酬的內容
1. 男女同工同酬。在勞動報酬分配上的性別歧視由來已久，而且難以根除。
2. 不同種族、民族、身份的人同工同酬。直至今天，某些國家和地區也還存在這種分配歧視。
3. 地區、行業、部門間的同工同酬。由於各地的經濟水平與生活水平差異很大，各個行業、部門的特點也都有所不同。因此，存在著地區、行業、部門間“同工不同酬”的現象。
4. 企業內部的同工同酬。這是同工同酬中最重要的內容，在同一企業中從事相同工作，付出等量勞動且取得相同勞動業績的勞動者，有權利獲得同等的勞動報酬。

## 同工同酬的反對
1. 論資排輩系統比異性的另一名員工資歷更高的僱員可支付超過即使兩者都在做大致相同的工作，如果工資率的差異是基於資系統中的其他員工。
2. 功績制。僱員可支付超過異性，即使兩者都在做大致相同的工作，如果工資率差異是基於一個系統，客觀地衡量功績上的另一位僱員。
3. 系統測量盈利的數量或生產質量。僱員可支付多於異性即使兩者都在做大致相同的工作，另一名僱員，如果工資率的差異是基於測量有多少員工在系統上生產或什麼，他們生產的質量。

## 各地區現狀及案例

### 中华人民共和国
1978年修订的《中华人民共和国宪法》规定，男女同酬。

### 台灣
1. 在南亞電路板公司的女僱員指控該女員工的工資均低於男性的。此外，該公司對推廣和補貼顯然是性別歧視。而且它已經對性別平等的法案。該員工稱，該公司存在性別歧視的很長一段時間，這讓女性的權利受損。工會討價還價的雇主多年。為了解決爭議，用人單位加千津貼每月的女僱員。但員工發現它仍不能消除男女薪酬差距。
2. 2018女人迷發布幸福仕事問卷調查結果，34%的人觀察到職場性別歧視的情形，27% 的人曾在職場遭遇性別歧視，其中318人表示歧視原因是因為性別被認定能力不足、有201人表示自己正處於同工不同酬的處境[3]。

### 英國
1. BBC 中國總編輯凱瑞（Carrie Gracie）發現內部兩男性國際編輯比兩位同職位的女性薪酬「至少多 50％」，因此辭去職務並發出公開信揭露同工不同酬的議題，以示抗議。[4]事件曝光後，BBC 六位男性主持人休·愛德華茲（Huw Edwards）、尼基·坎貝爾（Nicky Campbell）、約翰·漢弗萊斯（John Humphrys）、喬恩·索佩爾（Jon Sopel）、尼克·羅賓遜（Nick Robinson）和傑瑞米·韋恩（Jeremy Vine）公開表示同意接受減薪[5]。

### 加拿大
1. 加拿大的女性的平均工資只有男性的87%。
2. 2018年星巴克公開承諾，將消除性別薪資差別，確保在加拿大每個分店都實現男女同工同酬。[6]

### 冰島
冰島的男女公務員與私人企業同工同酬法已分別於1945與1965年通過。  但是據實際的實現實踐還有一段距離。 於是冰島女性在聯合國2016年10月24日下午兩點零五分上街抗議 因為按照男女薪資差異 按比例來算他們下午兩點零五分就可以下班。 2016年10月27日以及2017年3月8日分別舉行了同工不同酬的抗議遊行。 根據統計男性每賺1元女性只賺73先令。 根據這個計算，女性在下午2:38後的工作無法再獲得報酬。因此10月27與3月8號這兩天，冰島女性在2:38分上街抗議同工不同酬。 隨後冰島國會決議在 2018年1月1日規定, 超過25人的公司或是機構，需要提供證據來證明不管種族、國籍、性別、 性取向皆同工同酬。無法證明者將面臨罰款。 
1. 2018年冰島立法要求男女薪資平等，成為全球第二個同工同酬的國家。公共事務暨平權部部長維葛令森（Thorsteinn Viglundsson）公開發言表示：「政府有責任確保男女在職場上享有平等工作條件和機會，採取一切必要的手段」[10]。

## 同工同酬的批評
對於同工同酬的原則，批評包括用來實現它和它的差距正在測量的方法機制的批評。一些右派自由主義者認為，政府行為，糾正性別工資差距起到干擾自願交換的系統。他們認為根本問題是，雇主是作業的所有者，而不是政府或員工。用人單位協商工作，並支付按績效，而不是根據工作職責。私營企業不會想因为补偿较少而失去表现最好的员工，也不想因为整体生产力下降而给表现较差的员工支付更高的薪酬。然而，另一項研究预言，“如果控制了经验，教育程度和工作年限”，工資差距幾乎消失。

## 相關名人
- 珍妮佛·勞倫斯（Jennifer Lawrence）在索尼電影公司資料遭駭流出，才發現好萊塢存在著男女同工不同酬的問題，她在受訪時表示：「當我得知這件事情的時候，我第一個不是對公司生氣，而是對自己生氣。我氣我自己提早放棄，不為自己的權力辯護。When the Sony hack happened, I didn’t get mad at Sony. I got mad at myself. I failed as a negotiator because I gave up early.」[11]
- 娜塔莉·波曼（Natalie Portman）公開發表同工同酬的感想：「我不認為男女的不同造成能力上的不同，我們只是有一個嚴重的問題，就是女人沒有機會。」[12]
- 2018年，第90屆奧斯卡金像獎最佳女主角弗朗西丝·麦克多曼德在發表得獎感言時，請全場女性工作人員（演員、導演、製片、燈光、剪接、作曲、設計.....等）起身接受全場掌聲，讓更多人看見性別議題與女性的聲音。[13]
- 申纪兰（1929-2020），中国全国人民代表大会代表（1954-2020年在任），女性农民，是中国男女同工同酬制度的提倡者，官方宣传称在她的提议下“同工同酬”被写入的《中华人民共和国宪法》。

## 外部連結
1. Ontario ministry of Labour : equal pay for equal work  （页面存档备份，存于）